# 怒火风暴
《怒火风暴》（英語：Falling Down）是一部上映于1993年的美国犯罪片。由乔·舒马赫执导这部电影。由电影明星迈克尔·道格拉斯饰演其领衔角色威廉·福斯特（其車牌为“自卫”，“D - Fens”）——一个已离婚和失业的前国防工程师。这部电影情节的中心，是他在洛杉矶这座城市裏，试图徒步回家跟疏远他的前妻见面和参加他小女儿的生日聚会。一路上，經歷一系列琐碎的事情以及遭人挑衅，导致了他反应愈趨激进、暴力。電影則利用此故事以讽刺角度观察城市內被商业主義籠罩下的生命，衍生出的贫穷，以及疲憊的经济；罗伯特·杜瓦尔則主演了馬丁·普伦德加斯特，一个即将退休的衰老的洛杉矶警察局警官。在他退休前的一天，他帶着滿懷愁緒，追踪着福斯特。
该影片的片名，意指福斯特的精神崩溃，来自童谣：《倫敦鐵橋垮下來》，这主题反复出现并贯穿了整部电影。